# Forretningskæde
Forretningskæde er betegnelsen for et antal forretninger, der deler brand og forretningskoncept. Det kan være inden for alle brancher og varegrupper – og både på business-to-consumer og business-to-business markedet. Som eksempler kan nævnes Bilka, Fakta, Shell og restaurantkæden McDonalds.

## Ideen ved forretningskæder
Den grundlæggende ide ved forretningskæder er at opnå stordriftfordele. Man søger en synergieffekt på flere niveauer. Det gælder primært med hensyn til markedsføring og indkøb, hvor det sidste især er vigtigt for discountbutikker. Der kan dog også være andre fordele ved en forretningskæde, som f.eks. uddannelse, produktviden og produktsortiment.

## Forskellige ejerkoncepter
En forretningskæde kan være opbygget på forskellige måder, alt efter ejerforholdene:
- Kapitalkæde – central ejer, der ejer alle forretninger, f.eks. Lidl
- Frivillig kæde – selvstændige lokale forretningsdrivende der går sammen i et samarbejde, f.eks. GuldBageren
- Franchisekæde – enkeltpersoner køber retten til at drive en forretning med et bestemt koncept, f.eks. 7-Eleven

En forretningskæde kan godt være en blanding af kapitalkæde og franchisekæde.